# 中国工农红军第十九军
中国工农红军第十九军，简称红十九军，是中国工农红军的一支地方部队。
1933年3月，按照中共中央军委的命令，以原福建军区独立十一师为主，加上独立八、九、十师的一部分，在闽西编成红十九军，负责阻击国民政府的清剿军。红十九军，军长叶剑英、政治委员杨尚昆，下辖第五十五师，师长韩伟、政治委员范世英；第五十六师，师长张梁、政治委员游瑞轩（后张平凯代之）。
1933年6月，红十九军缩编为红十二军第三十四师，番号取消。